# Mafalda (película)
 Mafalda es una película de Argentina filmada en Eastmancolor dirigida por Carlos Márquez según el guion de Alberto Cabado sobre la historieta del mismo nombre de Quino que se estrenó el 3 de diciembre de 1981. Consiste en una recopilación de cortos de la serie animada de 1971 con distinta música, montaje y voces de los personajes.

## Sinopsis
La vida de Mafalda, su familia y sus amigos durante un año desde el inicio de las clases hasta la Navidad.

## El personaje
Mafalda es la protagonista de una historieta publicada en Argentina desde el 29 de septiembre de 1964, en la revista Leoplán, hasta el 25 de junio de 1973, en el semanario Siete Días Ilustrados.
Representa la aspiración idealista y utópica de hacer de este un mundo mejor, aunque la envuelven el pesimismo y la preocupación debido a las circunstancias sociopolíticas que aquejan permanentemente a nuestro planeta. Los comentarios y ocurrencias de Mafalda son espejo de las inquietudes sociales y políticas del mundo de los años sesenta. Denuncia, a través de sus dichos y acciones, la maldad y la incompetencia de la humanidad y la ingenuidad de las soluciones propuestas para los problemas mundiales, como el hambre y las guerras.

## Voces
- Susana Klein …Voz de Mafalda
- Cecilia Gispert …Voz de Miguelito y Felipe
- Nelly Hering …Voz de la Madre de Mafalda
- Oscar Silva …Voz del Padre de Mafalda
- Paqui Balaguer …Voz de Manolito
- Susana Sisto …Voz de Susanita
- María del Pilar Lebrón …Voz
- Marta Olivan …Voz
- Haydeé Lesker …Voz

### Voces en portugués
- Christiane Monteiro.Voz de Mafalda
- Marcelo Sandryni. Voz de Felipe
- Lucinha Lins. Voz de Susanita
- Jorge Vasconselos. Voz de Manolito
- Hamilton Ricardo. Voz de Miguelito

## Animación
- Catú …Dirección de animación
- Miguel Nanni…Animación
- Roberto Garcí… Animación
- Luis Cedrés…Animación
- Cirilli…Animación
- Rodríguez…Animación
- Zalnerovich…Animación
- Ubaldo Galuppo…Animación
- Desplats…Producción de animación
- Rovira…Producción de animación

## Otros colaboradores
- Adolfo Duncan …Dirección de Doblaje

- Selma Lopes y Orlando Drummond. Dirección de Doblaje(Brasil)

- Marlene Costa. Adaptation de Doblaje (Brasil)
- Mauro Ramos. Translation de Doblaje (Brasil)
- Carlos Seidl. Locutor de Doblaje

## Comentarios
La Nación opinó:

«La misma adorable y cáustica Mafalda.»

Néstor Tirri en Clarín dijo:

«El cine nacional también sabe dibujar.»

El Heraldo del Cine escribió:

«Solo resultaría objetable en esta labor de la animación nacional, la elección de algunas voces…para doblar a los personajes.»

La Razón opinó:

«La filosa ironía de una chica terrible.»

Manrupe y Portela escriben:

«Poco feliz adaptación cinematográfica de la diva mayor del comic argentino, remix de sus cortos televisivos. Lo contestario de la historieta es aquí permisivo y endulzado, tal vez en busca del público infantil.»

## Lanzamiento
Se estrenó en 30 salas de cine el 3 de diciembre de 1981, fue distribuida por Aries Cinematográfica Argentina.